# Acorn Computers
Pour les articles homonymes, voir Acorn.
Acorn est une entreprise britannique qui a construit des micro-ordinateurs de 1978 jusqu'à 2000. Elle est devenue célèbre dans les années 1980 avec son best-seller, le BBC Micro, qui devint l'un des micro-ordinateurs les plus vendus du Royaume-Uni.

## Histoire
Acorn commence par commercialiser la carte d'évaluation MK14.
En 1979, Acorn lance l'Atom (en), puis deux ans plus tard le BBC, et une version allégée du BBC, baptisée Electron, tous trois basés sur le 6502 de MOS Technology.
Dès 1983, Acorn entreprend l'implantation d'un microprocesseur RISC (Reduced Instruction Set Chip), sur le modèle de Berkeley. Dix-huit mois plus tard, le premier processeur est lancé. Baptisé ARM (signifiant alors Acorn RISC Machine et désormais Advanced Risc Machines), les pistes de silicium de ce microprocesseur sont gravées avec une précision de 2 micromètres, grâce aux technologies d'intégration à très grande échelle (VLSI - Very Large Scale Integration). Le processeur peut sembler peu puissant avec ses 25 000 transistors, cependant il exécute déjà des prouesses : 4,25 Mips pour 8 MHz. Le processeur Motorola le plus récent à l'époque, le MC68020, n'arrive qu'à 2,5 Mips avec pourtant 192 000 transistors, soit presque 8 fois plus.
Pendant dix ans, Acorn met à jour sa ligne d'ordinateurs grand public (incluant un portable) suivant l'évolution du processeur comme des technologies (par ex. mémoire).
En 1994, Acorn lance le RiscPC, qui annonce une toute nouvelle ligne d'ordinateurs modulaires (en tranches). Un modèle embarquant une puce avec coprocesseur mathématique intégré (le A7000+) sera la dernière machine sortie de ses bureaux.
Durant cette période Acorn est aussi connu pour avoir été un des premiers à industrialiser le concept de network computer repris au E.U. par des sociétés comme Oracle ainsi que celui de "Set-top box for TV" (grâce à sa technologie d'anti scintillement et d'anti-crénelage sur le dessin des fontes vectorielles).
Acorn n'existe plus depuis septembre 1999 (époque à laquelle le successeur du Risc PC devait sortir). Elle a d'abord changé son nom pour celui d'Element 14, puis sa division station de travail a été scindée et son activité a été reprise par plusieurs entités. C'est Pace, une autre entreprise spécialisée dans la micro-informatique, qui a repris les licences d'Acorn et sous-traite leur développement. L'évolution des produits créés par Acorn est actuellement assurée par :
- Castle Technology Ltd (en) qui continue à développer, construire et vendre les machines avec la marque Acorn ;
- RiscOS Limited qui continue à développer et à vendre le système d'exploitation des Acorn, RISC OS 6, pour les machines de bureau ;
- RISC OS Open Ltd (en) qui continue à développer le système d'exploitation des Acorn, RISC OS 5, pour les nouvelles technologies.

En 2002, Castle Technology Ltd créa l'Iyonix, basé sur le processeur Intel XScale. L'Iyonix utilise le système d'exploitation RISC OS version 5.

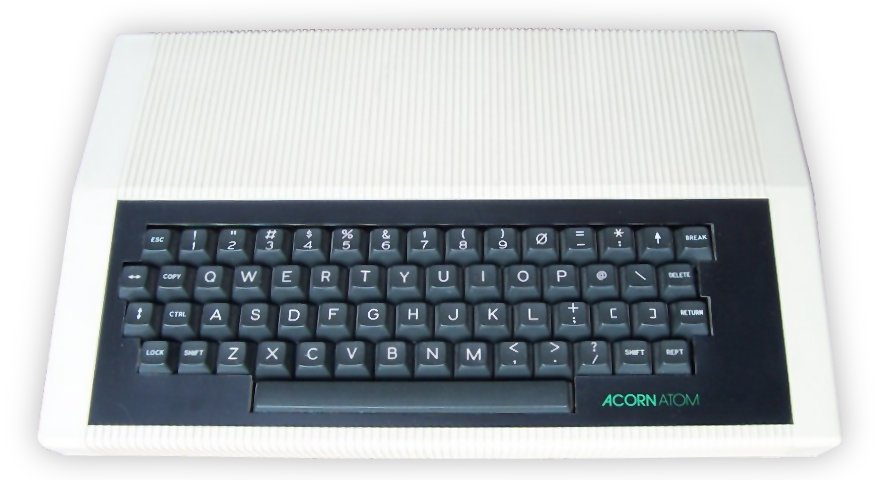
Un Acorn Atom ZX1.
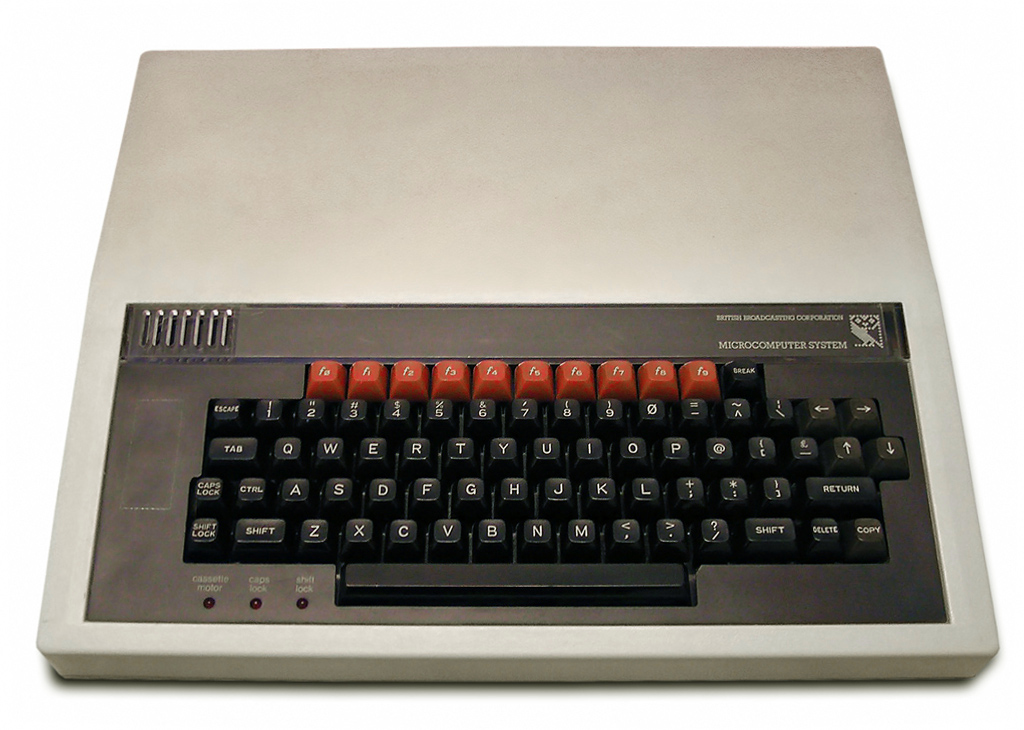
Acorn BBC Micro.
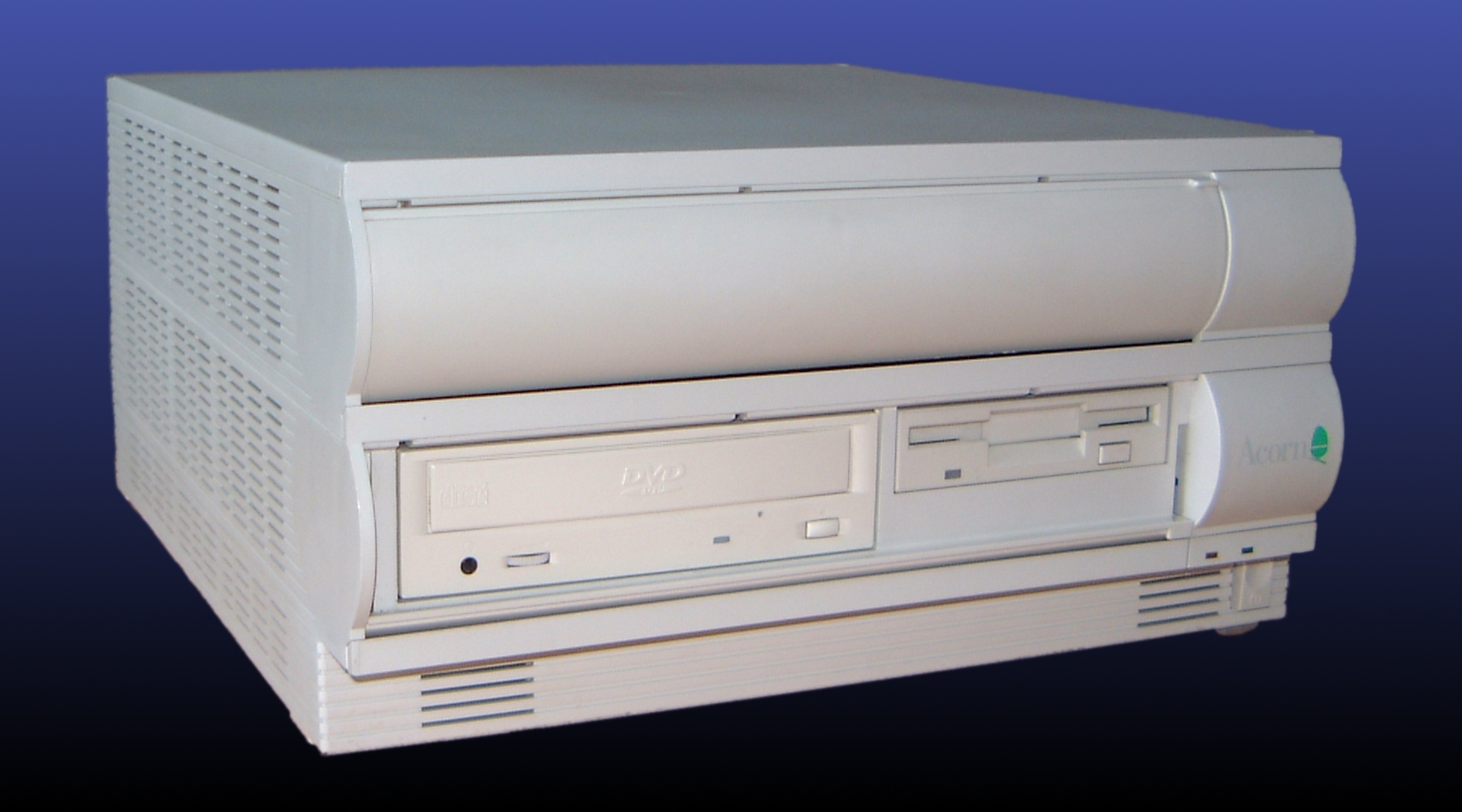
Acorn Risc PC 600.